# Shahrestān di Ferdows
Lo shahrestān di Ferdows (farsi شهرستان فردوس) è uno degli 11 shahrestān del Khorasan meridionale, il capoluogo è Ferdows. Fino a marzo del 2007 faceva parte del Razavi Khorasan.